# Frankie & Alice
Frankie & Alice è un film del 2010 diretto da Geoffrey Sax. Il film è basato sulla storia vera di una celebre ballerina e spogliarellista degli anni settanta affetta da un disturbo dissociativo dell'identità. La protagonista Halle Berry ha ricevuto una nomination come migliore attrice ai Golden Globe per la sua interpretazione.

## Trama
Frankie è una donna afroamericana affetta da un disturbo dissociativo di identità. Si è creata due alter ego: Genius, una bambina di sette anni e Alice, una donna bianca del sud estremamente razzista. Il suo disturbo è stato causato da un traumatico incidente dell'infanzia che ha represso. Con l'aiuto del suo psichiatra cerca di vivere una vita quasi normale.

## Distribuzione
- febbraio 2010 in Germania
- 17 maggio 2010 in Francia
- 9 novembre 2010 negli Stati Uniti
- 25 maggio 2015 in Italia (direttamente per il mercato Home Video)